# Carlo Crivelli

Carlo Crivelli - "Madonnan och Barnet med donator" (1470). National Gallery of Art, Washington.

Carlo Crivelli, född omkring 1430 i Venedig, Italien, död 1495 i Camerino, var en italiensk målare. Han var bror till målaren Vittorio Crivelli.
Crivellis stil uppvisar många olika influenser. I sitt bruk av fruktgirlander följer han de paduanska målarna, men den dekorativa användningen av guld och hans gestalters stela poser hör till den redan omoderna, internationella gotikens formspråk. Crivelli var en högst originell konstnär som kunde förena sådana olika stildrag innanför en hård, elegant och mycket dekorativ teckning, kanske bara överträffad av Botticelli.
Crivelli arbetade i Bartolomeo Vivarinis verkstad och hans tidiga utveckling präglades av konstnärskretsen kring Francesco Squarcione i Padua och av Andrea Mantegnas tidiga verk liksom senare även av Ferraraskolan, i synnerhet av Cosimo Tura. Från 1468 verkade Criveli i Ascoli.
Två små pannåer med Madonnan och Barnet (1490-talet) förenar denna mästerliga känsla för det dekorativa med en enkel och direkt fromhet. Demidoff-altartavlan (1476) och Madonnan och Barnet med donator (1470) bibehåller i en större skala samma behagfullhet och känsla men är mera kraftfulla. Bebådelsen (1486) är ett enastående utsökt verk, där alla Crivellis ovanliga talanger som konstnär når sin fulländning.